# Щербані (Полтавський район)
Щербані́ — село в Україні, адміністративний центр Щербанівської сільської громади Полтавського району Полтавської області. Населення становить 1864 осіб. До 2017 орган місцевого самоврядування — Щербанівська сільська рада. 

## Географія
Щербані (колишні Щербаки) — село Полтавського району, колишній центр сільської ради, якій були підпорядковані села Гора, Горбанівка, Нижні Млини, Розсошенці, Тютюнники, Шмиглі. Поблизу Щербанів проходить автотраса Київ — Харків.
Село Щербані примикає до села Тютюнники, за 0,5 км знаходиться село Шмиглі, за 1,5 км — місто Полтава. Селом протікає пересихаючий струмок з загатою.

## Історія
Щербані відомі з 18 ст., входили до складу Другої Полтавської сотні Полтавського полку. Частина земель належала Полтавському Хрестовоздвиженському монастиреві, а з 1786 р. передана у відання казни.
За даними ревізії 1859 р. Щербані — село власницьке і казенне, де не було церкви. У Щербанях на той час налічувалось 22 двори, 191 житель. З 2-ї половини 19 ст. Щербані входили до складу Полтавської волості Полтавського повіту. В 1910 р. у селі — 91 господарство, 488 жителів. У Щербанях працював свічковий завод Полтавської єпархії.
Радянська окупація розпочалася в січні 1918 р. У 1922 р. створений радгосп по вирощуванню саджанців фруктових дерев. З 1926 р. при господарстві діяв цех по виготовленню вин. У тому ж році закладено великий розсадник. У 1931—1932 рр. посаджено понад 200 га саду, а в 1936 р. радгосп продав понад мільйон саджанців. З 1936 р. при радгоспі діяли курси садівників.
З 7 березня 1923 р. Щербані, які входили до складу Нижньомлинської сільради, були включені в Супрунівський район Полтавської округи. 30 вересня 1925 р. центр Супрунівського району із Супрунівки перенесено в Полтаву, і район став називатися Полтавським.
З 1926 р. Щербані — центр сільради. Тут налічувалось 152 господарства, 677 жителів.
Під час нацистської окупації (18 вересня 1941—22 вересня 1943) у Щербанях гітлерівцями були закатовані 2 поранених червоноармійця та 8 жителів села.
У селі розташована центральна садиба радгоспу ім. Т. Г. Шевченка (господарство садівничого напряму, розвинуте тваринництво), електрична підстанція, робкооп Полтавської райспоживспілки, будинок побуту, відділення зв'язку, відділення Ощадбанку, с. ш., філіал Полтавської центральної районної лікарні, фельдшерсько-акушерський пункт, аптека, Будинок культури на 400 місць, сільський клуб на 150 місць, 2 бібліотеки.
З 1901 р. у Щербанях жив Дудченко Митрофан Семенович (1867—1946) — громадський діяч, гуманіст, толстовець.
У Щербанях — пам'ятники: Т. Г. Шевченку (1975), на братській могилі радянських воїнів, які полягли у 1941 і 1943 рр. у боях за село, та воїнам-односельцям, загиблим (194 чол.) на фронтах Другої світової війни (1983).
У с. Нижніх Млинах — пам'ятка архітектури Георгіївська церква (1907). Поблизу Щербанів розташовані 9 курганів. На околиці с. Гори — кургани скіфського часу, знайдено вістря скіфської стріли. Біля с. Нижніх Млинів — 3 кургани, виявлено поселення доби неоліту; на північ від села, на правому березі р. Ворскли — поселення скіфського часу (5—3 ст. до н. е.).
12 червня 2020 року, відповідно до розпорядження Кабінету Міністрів України № 721-р «Про визначення адміністративних центрів та затвердження територій територіальних громад Полтавської області», село увійшло до складу Щербанівської сільської громади.
19 липня 2020 року, в результаті адміністративно - територіальної реформи та ліквідації Полтавського району(1925-2020), село увійшло до складу новоутвореного Полтавського району.

## Населення

### Мова
Розподіл населення за рідною мовою за даними перепису 2001 року:
| Мова       | Кількість | Відсоток |
| ---------- | --------- | -------- |
| українська | 1800      | 96.57%   |
| російська  | 63        | 3.38%    |
| білоруська | 1         | 0.05%    |
| Усього     | 1864      | 100%     |

## Економіка
- ТОВ «СВ ТЕПЛОМАШСЕРВІС».

## Об'єкти соціальної сфери
- Школа.
- Клуб.
- Будинок культури

## Символіка

### Герб
У синьому полі на зеленій основі стоїть дуб із срібним стовбуром та гілками, золотим листям і жолудями. Над дубом золоте серце, пробите навхрест двома срібними стрілами вістрями вниз. Над серцем золотий лапчастий хрест. Обабіч серця дві срібні восьмикутні зірки.
Герб вписаний у декоративний картуш у стилі українського бароко та увінчаний золотою сільською короною з колосся. Внизу в картуші розміщено квітку соняшника з 15 пелюстками, що символізує 15 населених пунктів Щербанівської територіальної громади.

### Прапор
Квадратне полотнище, що складається з трьох вертикальних смуг – зеленої (шириною в ¼ ширини полотнища), синьої (шириною в 2/4 ширини полотнища) і зеленої (шириною в ¼ ширини полотнища). По середині синьої смуги стоїть дуб із білим стовбуром та гілками, жовтим листям і жолудями. Над дубом жовте серце, пробите навхрест двома білими стрілами вістрями вниз. Над серцем жовтий лапчастий хрест. Обабіч серця дві білі восьмикутні зірки.
Пояснення: Дуб у геральдиці символізує міць, витривалість і довголіття, а також силу роду. 
Серце, пробите стрілами, хрест і зірки – символіка Полтавської сотні Полтавського козацького полку, історична територія якої охоплює сьогодні територію Щербанівської громади. У козацькій символіці пробите стрілами серце символізувало самопожертву заради батьківщини, а хрест і зірки – духовність і прагнення до високих ідеалів.
Символи затверджено рішенням 71-ї сесії 8-го скликання Щербанівської сільської ради від 20 грудня 2024 року. 